# Макени
Маке́ни (англ. Makeni) — столица и административный центр — северной провинции (Сьерра-Леоне).

## История
В отличие от остальных крупных городов Сьерра-Леоне, возникновение которых связано с историей британского проникновения в регион начиная с конца XVIII века, Макени был важным торговым центром для окружающих земель как минимум с XVII века. Звание основателей города оспаривают племена темне, лимба и локо. Их борьба за контроль над городом и была стержневым моментом его истории вплоть до прихода в эти места цивилизации. По наиболее популярной (но не единственной) гипотезе, город был основан племенем локо и первоначально назывался Кени ("владение, (земельная) собственность"), а затем был завоёван темне, добавившими к названию Ма ("наше"). Таким образом, название Макени можно перевести как "наше владение".
Округ Бомбали был одним из оплотов повстанцев во время гражданской войны, в результате Макени (и особенно его окрестности) подвергся серьёзным разрушениям.
Город является родиной нынешнего президента Сьерра-Леоне — Эрнеста Бай Корома.

## География и климат
Город расположен примерно в 180 километрах от столицы страны на высоте 81 метр над уровнем моря в предгорьях гор Лома (англ. Loma Mountains). В окрестностях города имеются месторождения золота.
Макени находится в зоне субэкваториального климата, с отчётливо выраженными сухим (декабрь - март) и дождливым (апрель - ноябрь) сезонами. Сухой и пыльный ветер харматан, дующий в сухой сезон из Сахары, приводит к увеличению разницы между ночной и дневной температурами по сравнению с сезоном дождей.
| \| Показатель \| Янв. \| Фев. \| Март \| Апр. \| Май \| Июнь \| Июль \| Авг. \| Сен. \| Окт. \| Нояб. \| Дек. \| Год \| \| ----------------------------- \| ---- \| ---- \| ---- \| ---- \| ---- \| ---- \| ---- \| ---- \| ---- \| ---- \| ----- \| ---- \| ---- \| \| Средний суточный максимум, °C \| 32,7 \| 34,8 \| 35,0 \| 33,4 \| 31,5 \| 29,6 \| 28,0 \| 27,7 \| 28,8 \| 30,8 \| 30,2 \| 31,1 \| 31,2 \| \| Средняя температура, °C \| 24,8 \| 27,0 \| 27,8 \| 27,3 \| 26,2 \| 24,8 \| 23,8 \| 23,9 \| 23,9 \| 24,4 \| 24,7 \| 25,6 \| 25,8 \| \| Средний суточный минимум, °C \| 16,7 \| 19,2 \| 21,0 \| 21,2 \| 21,5 \| 20,9 \| 20,7 \| 20,7 \| 20,5 \| 21,5 \| 20,3 \| 19,5 \| 19,9 \| \| Норма осадков, мм \| 3 \| 7 \| 16 \| 91 \| 224 \| 420 \| 531 \| 626 \| 555 \| 457 \| 148 \| 31 \| 3109 \| \| Источник: Levoyageur \| \| \| \| \| \| \| \| \| \| \| \| \| \| |      |      |      |      |      |      |      |      |      |      |       |      |      |
| Показатель | Янв. | Фев. | Март | Апр. | Май  | Июнь | Июль | Авг. | Сен. | Окт. | Нояб. | Дек. | Год  |
| Средний суточный максимум, °C | 32,7 | 34,8 | 35,0 | 33,4 | 31,5 | 29,6 | 28,0 | 27,7 | 28,8 | 30,8 | 30,2  | 31,1 | 31,2 |
| Средняя температура, °C | 24,8 | 27,0 | 27,8 | 27,3 | 26,2 | 24,8 | 23,8 | 23,9 | 23,9 | 24,4 | 24,7  | 25,6 | 25,8 |
| Средний суточный минимум, °C | 16,7 | 19,2 | 21,0 | 21,2 | 21,5 | 20,9 | 20,7 | 20,7 | 20,5 | 21,5 | 20,3  | 19,5 | 19,9 |
| Норма осадков, мм | 3    | 7    | 16   | 91   | 224  | 420  | 531  | 626  | 555  | 457  | 148   | 31   | 3109 |
| Источник: Levoyageur |      |      |      |      |      |      |      |      |      |      |       |      |      |

## Население
Макени (112 429 человек, 2013 год) является 5-м по величине городом в Сьерра-Леоне и крупнейшим в Северной провинции.
Крупнейшей этнической группой в городе является племя темне (около 1/2 всего населения), другие крупные племена - лимба и локо. Имеется небольшая, но влиятельная ливанская община.
Основной язык межэтнического общения - крио, хотя большинство горожан также способны объясниться на темне. Официальным языком Сьерра-Леоне (английским) владеет лишь небольшое число жителей.
Свыше 2/3 горожан - мусульмане-сунниты, остальные - христиане различных церквей. Среди тех и других сильны анимистские верования. Среди ливанцев встречаются шииты.
Макени известен в Сьерра-Леоне высоким качеством школьного образования.

## Экономика и транспорт
Макени является экономическим, финансовым и культурным центром северной части Сьерра-Леоне, а также одним из пяти крупных городов страны (наряду с Фритауном, Бо, Кенемой и Коиду). В городе имеются предприятия по деревообработке и первичной обработке продукции сельского хозяйства. Развита торговля золотом. Большая часть среднего и крупного (по местным меркам) бизнеса сосредоточена в руках выходцев из Ливана.
Макени связан асфальтированной автомобильной дорогой со столицей страны Фритауном. Железная дорога, построенная во времена британского протектората, была закрыта в 1975 году в связи с оттоком белых специалистов и неспособностью властей независимой Сьерра-Леоне организовать её функционирование. Имеется небольшой аэропорт, но регулярных рейсов из него не осуществляется.

## Спорт
В Макени находится стадион одного из крупнейших и старейших футбольных клубов — Wusum Stars. В настоящее время клуб играет в Национальной Премьер-Лиге Сьерра-Леоне, главной футбольной лиге страны. Клуб представляет город Макени и весь округ Бомбали.

## СМИ
Местная радиостанция, Макени и округа Бомбали — Mankneh 95,1. Кроме национального радио, в городе имеется — Всемирная служба Би-би-си, Си-эн-эн, и ряд других частных станций.

## Известные личности
- Эрнест Бай Корома, президент Сьерра-Леоне
- Эдвард Турай, юрист
- Брима Корома, футболист
- Дэдди Кул, рэгги музыкант
- Моисей-Муса Сисей, мэр Макени